# Francesco Maria Salvi
Francesco Maria Salvi (Roma, 1897 – Roma, 1975) è stato un imprenditore e dirigente d'azienda italiano, presidente della Federazione Europea dei Costruttori dal 1957 al 1959.

## Biografia[1]
Ingegnere, imprenditore e Cavaliere del lavoro. Laureato in Ingegneria e specializzato in Elettronica, oltre che sostenuto da una forte preparazione culturale e professionale, si dedicò fino al 1928 all’insegnamento universitario, dopo di che aveva intrapreso la sua attività di costruttore: dall’edilizia abitativa alle grandi opere stradali fino agli aeroporti. Ricoprì incarichi pubblici come la vice-presidenza dell’INPS, dell’Istituto Studi del Lavoro e del Consiglio Superiore dei Lavori Pubblici. Fu a lungo presidente dell’Associazione nazionale costruttori edili e componente della Giunta esecutiva della Confindustria, oltre che membro di importanti consigli d’amministrazione (Finsider, Cassa di Risparmio di Roma, Società Autostrade Abruzzesi, Società Beni Stabili). Le tematiche dell’industria e delle costruzioni furono oggetto di sue pubblicazioni e conferenze. Particolarmente interessanti furono gli studi relativi a problemi di Roma e in particolare alla sua urbanistica. In questo genere di attenzione si combinava la sua esperienza di tecnico all’innata passione per la sua città, la stessa che lo aveva portato con grande convinzione ad essere nel Gruppo dei Romanisti.